# Der Panther wird gehetzt
Der Panther wird gehetzt ist ein Spielfilm des französischen Regisseurs Claude Sautet, der im Unterweltmilieu spielt. Er basiert auf dem Kriminalroman Das Ende vor Augen (Originaltitel: Classe tous risques – so auch der französische Filmtitel) von José Giovanni aus dem Jahr 1960.

## Handlung
Der Film erzählt die Geschichte des alternden Gangsters Abel Davos, der sich gezwungen sieht, mit seiner Frau, seinen beiden Söhnen und einem Komplizen in einem Motorboot von Italien nach Frankreich zu fliehen. Bei einer Schießerei mit der französischen Polizei kurz nach der Anlandung kommen seine Frau und der Komplize ums Leben. Er versteckt sich in Nizza und wendet sich von dort aus an seine früheren Freunde aus dem Pariser Milieu, um seine Flucht nach Paris zu organisieren, doch diese wagen sich nicht aus der Deckung und engagieren als Fahrer für die Überführung von Abel und seinen Kindern einen jungen, unerschrockenen Gauner, der bisher nicht zu ihrem Kreis gehörte. Dieser, Eric Stark, übernimmt ohne zu zögern den riskanten Auftrag und führt ihn souverän aus. In Paris hilft er Abel dabei, seine Kinder sicher unterzubringen, und bietet ihm eine Bleibe in seiner Wohnung an. Als Abel einen Raubüberfall begeht, um Geld für den Unterhalt der Kinder zu beschaffen, wird er von seinen ehemaligen Freunden verraten. Er beginnt einen tödlichen Rachefeldzug, bricht diesen aber ab, als auch die Frau eines seiner Opfer an einem Herzinfarkt stirbt. Kurz darauf wird er verhaftet und verurteilt.

## Wissenswertes
Der Film wurde von Oktober bis Dezember 1959 in Mailand, Nizza sowie in Paris gedreht und verzeichnete in Frankreich im Jahr der Veröffentlichung etwa 1,7 Mio. Kinobesucher. Die Kirche, zu der sich Abel mit seinen beiden Söhnen begibt, nachdem sie ihre Mutter verloren haben, ist die Cathédrale Sainte-Réparate in der Altstadt von Nizza.

## Kritik
- Der film-dienst nannte den Film „ein atmosphärisch dichtes und darstellerisch überzeugendes Unterweltsdrama“.[4]

- Im Evangelischen Filmbeobachter (Kritik Nr. 334/1960) hieß es: „Flucht und Ende eines Gewaltverbrechers. Obschon ein eiskalter Mörder, trägt der Titelheld doch so viele Züge guter Menschlichkeit, daß von guter Absicht des Films keine Rede mehr sein kann. Wir lehnen diesen verwirrenden Streifen ab.“

- A. O. Scott von der New York Times schrieb 2005: „Claude Sautets ‚Classe Tous Risques‘ ist die Art französischer Film, die das Bedürfnis weckt, einen Trenchcoat überzuwerfen, eine Zigarette anzuzünden und jemanden zu erschießen.“ Der Film sei ein berührendes Werk, das die Themen Ehre und Freundschaft unter Dieben behandele.[5]